# Oecetis hertui
Oecetis hertui är en nattsländeart som beskrevs av Randriamasimanana och Francois-Marie Gibon 1999. Oecetis hertui ingår i släktet Oecetis och familjen långhornssländor. Inga underarter finns listade i Catalogue of Life.